# ستيفي مافيديدي
ستيفي ألفارو مافيديدي (مواليد 31 مايو 1998) هو لاعب كرة قدم إنجليزي محترف يلعب كمهاجم أو جناح لنادي ليستر سيتي في الدوري الإنجليزي الممتاز.

## نشأته وحياته الشخصية
وُلِد مافيديدي في ديربي، ونشأ في شرق لندن. شقيقه الأصغر شون هو أيضًا لاعب كرة قدم.[2]

## مسيرته الكروية

### أرسنال
بدأ مسيرته في ساوثيند يونايتد قبل الانضمام إلى أرسنال في سن 13 عامًا. حصل على عقده الاحترافي الأول مع أرسنال في يوليو 2015.
انضم مافيديدي إلى تشارلتون أثلتيك على سبيل الإعارة في 31 يناير 2017 حتى نهاية الموسم. بعد ذلك، وبعد إصابة في مباراته الخامسة مع النادي ، عاد إلى أرسنال في 1 مارس 2017، بعد أن بدأ ثلاث مباريات وظهر كبديل مرتين.
وقع على سبيل الإعارة مع بريستون نورث إيند في أغسطس 2017.

في 3 يناير 2018، أعلن أرسنال أن مافيديدي عاد إلى النادي ثم أُرسل على سبيل الإعارة مع تشارلتون أثلتيك. في أول مباراة له في فترة الإعارة الثانية مع تشارلتون، سجل هدفه الأول في كرة القدم الاحترافية في فوز 1–0 على أولدهام أثلتيك. في فبراير 2018، تعرض لإصابة في أوتار الركبة.

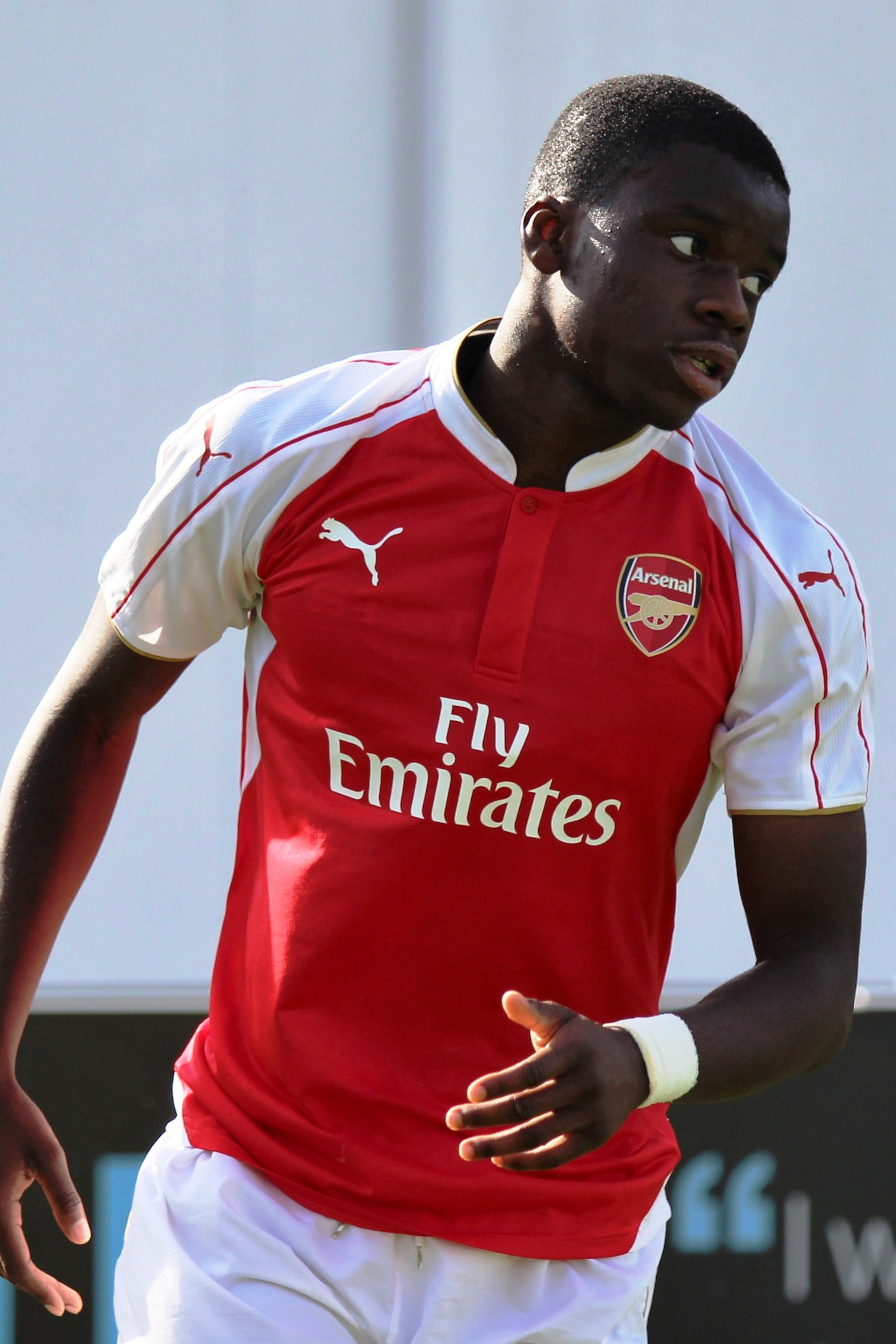
مافيديدي يلعب مع فريق أرسنال تحت 19 سنة في عام 2015.

### يوفنتوس
بعد ثماني سنوات مع أرسنال، في أغسطس 2018، وقع لنادي يوفنتوس الإيطالي. تم التوقيع معه في البداية كلاعب احتياطي، بعد أن اكتشفه شقيق جورجيو كيلليني، لكنه سرعان ما بدأ التدريب مع الفريق الأول. في 13 أبريل 2019، ظهر مافيديدي لأول مرة مع يوفنتوس في خسارة 2–1 خارج أرضه أمام سبال في الدوري الإيطالي. وبذلك أصبح أول لاعب إنجليزي منذ ديفيد بلات في عام 1992 يلعب ليوفنتوس. فاز يوفنتوس بلقب الدوري الإيطالي في موسمه الأول، لكن مافيديدي لم يحصل على ميدالية الفوز لأنه لم يلعب في عدد كافٍ من المباريات. بعد وقت قصير من ضمان لقب البطولة، علم مافيديدي أن والده قد توفي.
في 29 أغسطس 2019، انضم إلى نادي ديجون الفرنسي على سبيل الإعارة.

### مونبلييه
في 30 يونيو 2020، انضم مافيديدي إلى نادي مونبلييه الفرنسي في صفقة دائمة بقيمة 6.3 مليون يورو.
في 16 أبريل 2023، أصبح مافيديدي اللاعب الإنجليزي الأكثر خوضًا للمباريات في تاريخ الدوري الفرنسي بعد ظهوره رقم 108، متجاوزًا الرقم القياسي لكريس وادل.
وصف لاحقًا فترته مع مونبلييه قائلاً "يرى الجميع الحياة الساحرة، لكنها في الحقيقة أكثر من ذلك. بالنسبة لي شخصيًا، ذهبت إلى بعض الأماكن المظلمة بعيدًا عن المنزل. على سبيل المثال، لدي أخ صغير وقد فاتني كل سنوات مراهقته عندما كان يكبر - إنها أشياء صغيرة مثل هذه، يمكن أن تؤثر عليك حقًا [...] بالنسبة لي، جعلتني الأوقات المظلمة أقوى بعشر مرات".

### ليستر سيتي
في 31 يوليو 2023، عاد مافيديدي إلى إنجلترا وانضم إلى نادي ليستر سيتي في دوري البطولة الإنجليزية مقابل رسوم غير معلنة، وقيل إنها حوالي 7.5 مليون يورو. في 6 أغسطس، ظهر لأول مرة مع ليستر، حيث صنع هدف الفوز لكيرنان ديوسبري هال ضد كوفنتري سيتي، في أول مباراة للنادي في الموسم. في 12 أغسطس، سجل هدفه الأول مع ليستر في الدوري في الدقيقة 73 في فوز 1–0 خارج الأرض ضد هدرسفيلد تاون. كان مستواه على مدى الأسابيع القليلة التالية غير ثابت. بعد سلسلة من التسجيل وقع خلالها خمسة أهداف في سبع مباريات، حصل مافيديدي على جائزة لاعب الشهر في دوري البطولة الإنجليزية لشهر ديسمبر 2023.

## مسيرته الدولية
وُلِد مافيديدي في إنجلترا وهو من أصل كونغولي ديمقراطي. لعب مافيديدي لصالح إنجلترا على مستوى الشباب تحت 17 عامًا، ومثلهم في بطولة أوروبا تحت 17 عامًا 2015، وكأس العالم تحت 17 عامًا 2015. كما لعب لصالح إنجلترا على مستوى تحت 18 عامًا وتحت 19 عامًا.
على الرغم من أنه مؤهل للعب مع منتخب جمهورية الكونغو الديمقراطية لكرة القدم، بدا مافيديدي ملتزمًا بإنجلترا في ديسمبر 2020، حيث صرح "هدفي النهائي هو الانضمام إلى فريق إنجلترا الأول، ولكن في الوقت الحالي فإن أفضل مسار هو تحت 21 عامًا، لذلك أريد أن أحاول الانضمام إلى هذا الفريق".

## الإحصائيات
آخر تحديث بعد المباراة التي لُعبت يوم 4 يناير 2025.
| النادي                    | الموسم   | الدوري                         | الدوري | الدوري  | الكأس المحلي | الكأس المحلي | كأس الدوري | كأس الدوري | أخرى   | أخرى    | المجموع | المجموع |
| النادي                    | الموسم   | الدرجة                         | الظهور | الأهداف | الظهور       | الأهداف      | الظهور     | الأهداف    | الظهور | الأهداف | الظهور  | الأهداف |
| ------------------------- | -------- | ------------------------------ | ------ | ------- | ------------ | ------------ | ---------- | ---------- | ------ | ------- | ------- | ------- |
| أرسنال                    | 2016–17  | الدوري الإنجليزي الممتاز       | 0      | 0       | 0            | 0            | 0          | 0          | 0      | 0       | 0       | 0       |
| أرسنال                    | 2017–18  | الدوري الإنجليزي الممتاز       | 0      | 0       | 0            | 0            | 0          | 0          | 0      | 0       | 0       | 0       |
| أرسنال                    | المجموع  | المجموع                        | 0      | 0       | 0            | 0            | 0          | 0          | 0      | 0       | 0       | 0       |
| تشارلتون أثلتيك (إعارة)   | 2016–17  | الدوري الإنجليزي الدرجة الأولى | 5      | 0       | 0            | 0            | 0          | 0          | 0      | 0       | 5       | 0       |
| بريستون نورث إيند (إعارة) | 2017–18  | دوري البطولة الإنجليزية        | 10     | 0       | 0            | 0            | 1          | 0          | –      | –       | 11      | 0       |
| تشارلتون أثلتيك (إعارة)   | 2017–18  | الدوري الإنجليزي الدرجة الأولى | 12     | 2       | –            | –            | –          | –          | 3      | 0       | 15      | 2       |
| يوفنتوس نيكست جين         | 2018–19  | الدوري الإيطالي الدرجة الثالثة | 32     | 6       | –            | –            | –          | –          | –      | –       | 32      | 6       |
| يوفنتوس                   | 2018–19  | الدوري الإيطالي                | 1      | 0       | 0            | 0            | –          | –          | 0      | 0       | 1       | 0       |
| يوفنتوس                   | 2019–20  | الدوري الإيطالي                | 0      | 0       | 0            | 0            | –          | –          | 0      | 0       | 0       | 0       |
| يوفنتوس                   | المجموع  | المجموع                        | 1      | 0       | 0            | 0            | 0          | 0          | 0      | 0       | 1       | 0       |
| ديجون (إعارة)             | 2019–20  | الدوري الفرنسي                 | 24     | 5       | 4            | 3            | 0          | 0          | –      | –       | 28      | 8       |
| نادي مونبلييه             | 2020–21  | الدوري الفرنسي                 | 35     | 9       | 5            | 0            | –          | –          | –      | –       | 40      | 9       |
| نادي مونبلييه             | 2021–22  | الدوري الفرنسي                 | 30     | 8       | 1            | 0            | –          | –          | –      | –       | 31      | 8       |
| نادي مونبلييه             | 2022–23  | الدوري الفرنسي                 | 26     | 4       | 1            | 0            | –          | –          | –      | –       | 26      | 4       |
| نادي مونبلييه             | المجموع  | المجموع                        | 91     | 21      | 7            | 0            | 0          | 0          | 0      | 0       | 98      | 21      |
| ليستر سيتي                | 2023–24  | دوري البطولة الإنجليزية        | 46     | 12      | 1            | 1            | 1          | 0          | –      | –       | 48      | 13      |
| ليستر سيتي                | 2024–25  | الدوري الإنجليزي الممتاز       | 19     | 3       | 0            | 0            | 2          | 1          | –      | –       | 21      | 4       |
| ليستر سيتي                | المجموع  | المجموع                        | 65     | 15      | 1            | 1            | 3          | 1          | 0      | 0       | 69      | 17      |
| الإجمالي                  | الإجمالي | الإجمالي                       | 240    | 49      | 12           | 4            | 4          | 1          | 3      | 0       | 259     | 54      |

1. ↑  تشمل كأس الاتحاد الإنجليزي، كأس فرنسا
2. ↑  تشمل كأس رابطة الأندية الإنجليزية المحترفة
3. ↑  ظهور واحد في كأس دوري كرة القدم الإنجليزية، وظهوران في مباريات دوري الإنجليزي الدرجة الأول الفاصلة

## الإنجازات والجوائز
ليستر سيتي
- دوري البطولة الإنجليزية: 2023–24[35]

الفردية
- لاعب الشهر في دوري البطولة الإنجليزية: ديسمبر 2023[28]

## وصلات خارجية
- Profile at the Leicester City F.C. website